# Асклепи, Джузеппе
Джузеппе Асклепи (итал. Giuseppe Maria Asclepi) (1706 — 1776) — итальянский астроном.
Преподавал философию, физику и математику в иезуитских колледжах в Перуджии, Сиене, Риме, был директором обсерватории при Папском Григорианском университете. Определял величину солнечного параллакса, измерял диаметры планет Солнечной системы с микрометром, изучал движение комет.
В его честь назван кратер на Луне.

## Публикации
- De veneris per solem transitu exercitatio astronomica habita in Collegio Romano (Rome, 1761).
- De objectivi micrometri usu in planetarum diametris metiendis. Exercitatio optico-astronomica habita in Collegio Romano a Patribus Societatis Jesu (Rome, 1765).
- De cometarum motu exercitatio astronomica habita in collegio Romano patribus Societatis Jesu.Prid.Non.Septem (Rome, 1769).
- Lettera d’un matematico al signor Conte N.N. sopra l’oriuolo oltramontano, Siena Bonetti, 1750.